# 蒂莎·帕塔妮
蒂莎·帕塔妮（1992年6月13日—），出生於印度北方邦的巴雷利，印度影劇女演員，在寶萊塢及泰盧固語電影演出。她是2013年印度印多爾市小姐亞軍，她第一部演出的電影是導演Puri Jagannad的電影 Loafer (2015)。帕塔尼的前男友是演员泰格·史洛夫。

## 電影
- 2015年《Loafer（英语：Loafer (2015 film)）》
- 2016年《印度強棒（英语：M.S. Dhoni: The Untold Story）》
- 2017年《功夫瑜伽》飾 Ashmita

## MV
2016年7月11日〈Befikra〉（Youtube）